# سيزار فارياس
سيزار فارياس (بالإسبانية: César Farías)‏ (7 مارس 1973 في فنزويلا - ) هو مدرب كرة قدم ولاعب كرة قدم فنزويلي في مركز الدفاع. لعب مع نورث إيست يونايتد.

## وصلات خارجية
- سيزار فارياس على موقع الاتحاد الدولي (مؤرشف)  (الإنجليزية)
- سيزار فارياس على موقع قاعدة بيانات كرة القدم.إي يو (الإنجليزية)